# Петр Чех
Петр Чех (чеськ. Petr Čech; 20 травня 1982, Пльзень, Чехословаччина) — чеський футболіст, воротар лондонського «Челсі».

## Клубна кар'єра

### «Вікторія» Пльзень 1989–1999
Чех починав свою футбольну кар'єру в молодіжному складі клубу «Вікторія» на позиції лівого нападника. І лише в 10 років на одному з тренувань Петр вперше став на ворота. Голкіпером Петр виявився дуже здібним. Завдяки високому росту, відносно малій вазі і стрибучості він швидко став гордістю тренерів.

### «Хмел» (Блшани) 1999–2001
На професійному рівні Чех дебютував за клуб «Хмел» у 1999 році в сімнадцятирічному віці. Загалом за клуб Петр відіграв 27 матчів.

### «Спарта» (Прага) 2001–2002
Трансфер на суму €700,000, який відбувся влітку 2001 року, дозволив клубу «Спарта» придбати воротаря, який поставив національний рекорд: 1004 хвилини без пропущених голів.

### «Ренн» 2002–2004
Після лише одного сезону, проведеного у празькій «Спарті», Чех був викуплений французьким клубом «Ренн» за €5 млн в липні 2002 року. Завдяки чудовій грі чеського воротаря, команда досягла півфіналу Кубка Франції і зайняла 9 місце у вищому дивізіоні в сезоні 2003/2004. Загалом в чемпіонаті Франції він провів 70 матчів, з яких 22 були сухими.

### «Челсі» 2004-2015
У січні 2004 Петр Чех погодився на літній перехід в «Челсі» за €10,3 млн, підписавши п'ятирічний контракт. Приїхавши в «Челсі», Чех не відразу став воротарем № 1, тому що в клубі вже був Карло Кудічіні, який вважався найкращим воротарем англійської Прем'єр-ліги. Однак, під час передсезонної підготовки Карло Кудічіні зробив кілька помилок і на ворота поставили Чеха. У 2005 році він побив рекорд Петера Шмейхеля, не пропустивши жодного гола протягом 11 ігор і 35 хвилин (1025 хвилин). За це досягнення Чех отримав прізвисько «Містер Зеро» (англ. Mister Zero, Містер Нуль).
У суботу 14 жовтня 2006 року в матчі з клубом «Редінг» вже на першій хвилині першого тайму Чех отримав важку травму голови (втиснутий перелом черепа) під час зіткнення зі Стівеном Хантом. Зі стадіону його було відвезено до міської лікарні, а вже ввечері він був переведений в лікарню Редкліффа в Оксфорді на нейрохірургічне відділення, де йому була зроблена операція. Після цього кар'єра голкіпера перебувала під загрозою. Однак Петр зумів оговтатися від пошкодження раніше за встановлений термін і продовжив демонструвати добру гру у воротах. Щоб уникнути отримання повторної травми голови, воротар і дотепер виходить на поле у спеціально виготовленому для нього захисному шоломі, завдяки якому отримав прізвисько «Танкіст».
7 січня 2010 року Чех провів свій сотий сухий матч в англійській Прем'єр лізі. Для цього йому знадобилося 250 матчів.
По закінченню сезону команда не потрапляла у Лігу Чемпіонів, але завдяки грі Петра Чеха, в сезоні 2012-2013 команда здобула там перемогу і зберегла місце у найпрестижнішому турнірі Європи. Згодом, коли з оренди повернувся Тібо Куртуа, молодого голкіпера потрібно було утримати в клубі. Тому Чех сів на лавку запасних.

### «Арсенал»
Влітку 2015 перейшов до лондонського «Арсеналу». Там він завоював Суперкубок Англії з футболу, у матчі проти свого колишнього клубу — «Челсі».

## Кар'єра в збірній
За збірну Чехії Петр Чех дебютував 22 лютого 2002 року в матчі проти збірної Угорщини, в якому його команда виграла з рахунком 2:0. А з 2009 року він є капітаном своєї збірної.

## Досягнення

### Командні
«Челсі»
- Чемпіон Англії: 2004-05, 2005-06, 2009-10, 2014-15
- Володар кубка Англії: 2006-07, 2008-09, 2009-10, 2011-12
- Володар Кубка ліги: 2004-05, 2006-07, 2014-15
- Володар Суперкубка Англії: 2005, 2009
- Переможець Ліги чемпіонів: 2011-12
- Переможець Ліги Європи: 2012-13

«Арсенал»
- Володар Кубка Англії: 2016–17
- Володар Суперкубка Англії: 2015, 2017

Молодіжна збірна Чехії
- Чемпіон Європи (U-21): 2002

### Особисті
- Найкращий голкіпер Ліги чемпіонів: 2005, 2007, 2008
- Футболіст року в Чехії: 2005, 2008, 2009
- Золотий м'яч Чехії: 2005, 2006, 2007, 2008, 2010
- Найкращий воротар світу за версією IFFHS: 2005
- Найкращий воротар Французької ліги: 2003/04
- Золота рукавиця Прем'єр-ліги: 2004—2005, 2009—2010, 2013—2014

## Особисте життя
У 2003 році одружився зі своєю давньою подругою Мартіною Долейшовою, однокласницею зі спортивної школи у Плзені. Разом вони виховують дочку Аделу і сина Даміана. Проживають в будинку недалеко від Лондона. Має домашнього улюбленця — лабрадора Макса.

## Цікаві факти
- З раннього дитинства майбутній страж футбольних воріт захоплювався хокеєм. Його кумиром був знаменитий Домінік Гашек. Але хокейне екіпіровка була занадто дорога для його батьків, і юному Петру мимоволі довелося зосередитися на футболі.
- Вдома Петр має особисту залу слави, де виставлені його фотографії, трофеї та футболки.
- Чех не хоче залишатися позаду і у сфері освіти, тому в 2006 році він склав випускні іспити У Спортивній гімназії у Плзені. Він склав екзамени з чеської, англійської та німецької мов, а також з основ соціології.
- У вільний час Петр любить грати в настільні ігри.
- Після травми голови ви ніколи не побачите Петра на футбольному газоні без спеціального шолома. Щоб носити цей шолом Чех мав отримати дозвіл прем'єр-ліги і керівництва національної асоціації.
- Петр Чех народився в один день з іншим відомим воротарем сучасності Ікером Касільясом, тільки Петр на рік молодший.